# Gyrpanetes oriba
Gyrpanetes oriba är en skalbaggsart som beskrevs av Maria Helena M. Galileo och Martins 2003. Gyrpanetes oriba ingår i släktet Gyrpanetes och familjen långhorningar. Inga underarter finns listade i Catalogue of Life.